# John Richards
John Peter Richards (Warrington, 9 novembre 1950) è un ex calciatore inglese, di ruolo attaccante.

## Carriera
Trascorse grandissima parte della sua carriera nel Wolverhampton Wanderers (13 stagioni) diventandone uomo immagine.
Nella stagione 1982-1983 venne ceduto in prestito al Derby County e poi a titolo definitivo al Marítimo.
Collezionò solo una presenza in nazionale inglese: il 12 maggio 1973 contro l'Irlanda del Nord al Goodison Park.
Dal 1994 al 2000 è stato dirigente sportivo del Wolverhampton Wanderers.

## Palmarès

### Club

#### Competizioni nazionali
- Coppa di Lega inglese: 2

Wolverhampton: 1973-1974, 1979-1980
- Second Division: 1

Wolverhampton: 1976-1977